# Nosotetocus marcovi
Nosotetocus marcovi is een keversoort uit de familie van de boomsapkevers (Nosodendridae). De wetenschappelijke naam van de soort is voor het eerst geldig gepubliceerd in 1892 door Scudder.
Deze fossiele soort is bekend uit het Mioceen.